# ギャニャール県
ギャニャール県 (ギャニャールけん、Kabupaten Gianyar) は、インドネシア共和国バリ州南東部の県（第二級地方自治体 = Daerah Tingkat II）。県都はギャニャール（ギャニャール郡）。芸術の町として知られる観光地ウブドやそのとなりのプリアタン、木彫の町として知られるマス（ウブド郡）、棚田で知られるテガララン（テガララン郡）、影絵芝居の人形作りで知られる商都スカワティ（スカワティ郡）を擁する。

## 隣接自治体
- デンパサール市（南西）
- バドゥン県（西）
- バンリ県（東）
- クルンクン県（東南）

## 地域
7つの郡(Kecamatan)に分かれる。
- ギャニャール郡
- ウブド郡
- テガララン郡
- スカワティ郡
- ブラバトゥ郡
- パヤガン郡
- タンパクシリン郡